# Covenant (Zweedse band)
Covenant is een band uit Zweden die opgericht is door de drie vrienden Eskil Simonsson, Joakim Montelius en Clas Nachmanson. Deze drie vrienden deelden een passie voor elektronische muziek. Hun belangrijkste inspiratiebronnen waren bands als Kraftwerk, The Human League en EBM pioniers Front 242 en Nitzer Ebb. Ze doopten hun experimentele muziekproject in 1989 tot 'Covenant', een spirituele broederschap, en brachten vanaf halverwege de jaren negentig albums uit.
In 2007 ging Clas niet mee op tour; hij werd vervangen door Daniel Myer. Na de tour besloot Clas om niet meer terug te keren bij de band, waarna Daniel zijn plaats definitief overnam.

## Albums
- Dreams of a Cryotank (december 1994)
- Sequencer (mei 1996; maart 1997 (2de ed.); juli 1999 - US)
- Europa (april 1998)
- United States of Mind (februari 2000)
- Synergy (november 2000)
- Northern Light (augustus 2002)
- Skyshaper (maart 2006)
- In Transit (oktober 2007)
- Modern Ruin (januari 2011)
- Leaving Babylon (september 2013)
- The Blinding Dark (november 2016)